# 박영학원
학교법인 박영학원(學校法人 博英學院)은 신라대학교를 중심으로 하는 대한민국의 학교법인이다.

## 계열 학교

### 대학
- 신라대학교

### 중학교
- 신라중학교

### 어린이집
- 신라대학교부속어린이집

## 발자취

### 연혁
- 1953년 4월 1일 재단법인 박영학원 설립인가 신청
- 1954년 11월 8일 재단법인 박영학원 설립
- 1954년 12월 1일 국화여자대숙(동국대 병설), 경남여자대숙 인수 ·  합병으로 부산여자대숙 설립
- 1955년 2월 16일 문교부로부터 부산여자대숙 인가
- 1955년 4월 1일 2년제 각급학교 부산여자대숙 정식 개교(광복동 대각사 경내 임시교사)
- 1955년 12월 16일 군에 징발된 교지 환수로 연산동으로 캠퍼스 이전(교지 20,784평)
- 1964년 1월 21일 부산여자대숙 폐지, 부산여자초급대학 설립 인가
- 1964년 3월 1일 2년제 초급대학 부산여자초급대학 설립(연산캠퍼스)
- 1964년 3월 10일 부산여자초급대학 1회 입학식(개교기념일)
- 1964년 4월 22일 학교법인 박영학원으로 법인명 변경
- 1967년 10월 28일 부일여자중학교 설립 인가
- 1968년 3월 5일 부일여자중학교 개교(연산캠퍼스)
- 1969년 6월 21일 부산여자(사범)대학 설립 인가 신청
- 1969년 12월 27일 부산여자초급대학, 4년제 대학 부산여자대학으로 승격
- 1988년 8월 30일 백양캠퍼스 기공
- 1992년 4월 1일 4년제 종합대학 부산여자대학교로 승격
- 1994년 12월 27일 부산여자대학교, 백양캠퍼스 이전 완료(1991년 3월 1일부터)
- 1997년 9월 4일 부산여자대학교 남녀공학 전환 및 신라대학교로 교명 변경
- 2004년 3월 1일 부일여자중학교 남녀공학 전환 및 신라중학교로 교명 변경, 교사 이전(백양캠퍼스)

### 역대 이사장
- 제1대 박영택
- 제2대 박해곤
- 제3대 박언표

## 같이 보기
- 박영택
- 신라대학교
- 신라중학교